# Ремилитаризация на Рейнската област
Ремилитаризацията на Рейнската област от 7 март 1936 година е международен инцидент, сложил край на статута на демилитаризирана зона на Рейнската област в Германия.
Тя е извършена едностранно от правителството на Германия в нарушение на Версайския договор и Договорите от Локарно. След Първата световна война в западната част на Германия е създадена демилитаризирана зона, включваща териториите, западно от линията на 50 километра източно от река Рейн. Възстановяването на германския суверенитет в областта се превръща във важна цел на германската десница и през март 1936 година диктаторът Адолф Хитлер, използвайки като предлог Френско-съветския пакт за взаимопомощ, въвежда германски войски в Рейнската област. Франция и Великобритания, стремейки се към деескалация на напрежението, решават да не правят опити за налагане на договорните задължения на Германия, с което окуражават нейната агресивна политика през следващите години.